# Laufeia aenea
Espèce
Laufeia aenea est une espèce d'araignées aranéomorphes de la famille des Salticidae.

## Distribution
Cette espèce se rencontre au Japon, en Chine et en Corée du Sud.

## Description
Le mâle holotype mesure 3,8 mm.

## Publication originale
- Simon, 1889 : Études arachnologiques. 21e Mémoire. XXXIII. Descriptions de quelques espèces receillies au Japon, par A. Mellotée. Annales de la Société Entomologique de France, sér. 6, vol. 8, p. 248-252 (texte intégral).